# Alessandro Malaspina
Alessandro Malaspina, citat també com a Alejandro en les fonts espanyoles (Mulazzo, Gran Ducat de Toscana, 5 de novembre de 1754 - Pontremoli, 9 d'abril de 1810), fou un oficial de l'Armada Espanyola d'origen itàlic. És conegut sobretot per l'expedició marítima de caràcter científic i comercial que conduí per diverses possessions espanyoles a l'Amèrica del Sud i el Pacífic durant més de cinc anys.
Alessandro Malaspina va néixer a Mulazzo, comarca que en el segle xviii formava formalment part dels territoris vassalls del Sacre Imperi Romanogermànic. Els seus pares van ser el marquès Carlo Morelo i Caterina Meli Lupi di Soragna. Del 1762 al 1765 va viure a Palerm, sota la protecció del seu oncle, el virrei de Sicília. Del 1765 a 1773 va estudiar al Col·legi Clementí de Roma. El 1773 va ingressar com a cavaller de l'Orde de Malta. Va viure a l'illa de Malta un any, aprenent els rudiment de navegació a la flota de l'orde. El 1774 ingressà a l'Armada Espanyola. El 18 de novembre d'aquest any va rebre el rang de guardiamarina.
Durant els anys 1775 i 1776 va participar en diferents accions al nord d'Àfrica (una d'elles, el gener de 1775, una expedició en auxili de Melilla, assetjada pel rei del Marroc). De 1777 a 1779, embarcat a la fragata Astrea, va participar en un viatge a les Filipines (anada i tornada per la ruta del Cap de Bona Esperança). En aquest viatge fou ascendit a tinent de fragata (1778). Va prendre part en algunes accions contra la Gran Bretanya el 1780 i fou ascendit a tinent de navili.
El 1782 va ser denunciat a la Inquisició com a heretge. No fou, però, ni jutjat ni empresonat. Aquell mateix any va participar en el fracassat setge de Gibraltar.
Entre 1783 i 1784, com a segon del comandant de la fragata Asunción, va fer un segon viatge a les Filipines. De setembre de 1786 a maig de 1788, com a comandant de la fragata Astrea, va fer un tercer viatge a les Filipines, comissionat per la Real Compañía de Filipinas. Aquest viatge el va fer donant la volta al món.

## Expedició Malaspina

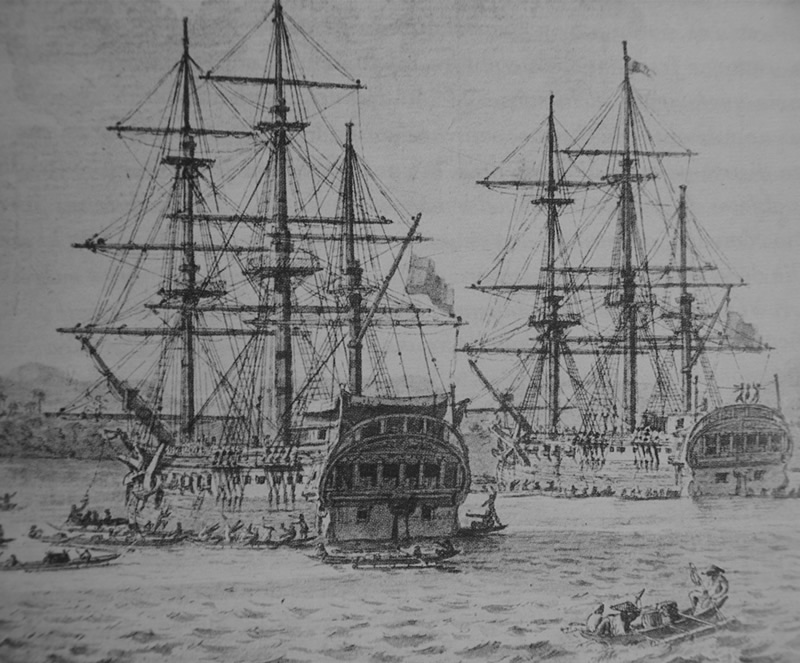
Les corbetes Descubierta i Atrevida. Fernando Brambila

El setembre de 1788 Alejandro Malaspina i José de Bustamante y Guerra proposen al govern espanyol l'organització d'una expedició político-científica amb la finalitat de visitar la pràctica totalitat de les possessions espanyoles a Amèrica i Àsia. Aquest viatge seria conegut com a Expedició Malaspina. Les corbetes Descubierta i Atrevida van sortir del port de Cadis el 30 de juliol de 1789 retornant a port 62 mesos més tard.

## Retorn a Espanya i caiguda en desgràcia
A la tornada a Espanya (21 de setembre de 1794), Malaspina va presentar un informe, Viaje político-científico alrededor del mundo, amb observacions crítiques de tipus polític sobre les institucions colonials espanyoles i amb tesis favorables a la concessió d'una ampla autonomia a les colònies espanyoles a Amèrica i el Pacífic que formarien una confederació d'estats vinculats pel comerç.
El setembre de 1795, va enviar al govern espanyol els seus escrits, en un esforç per a influir en la política del moment. Com a conseqüència, el 23, va ser acusat per Manuel Godoy de revolucionari i conspirador i fou arrestat. Després d'un judici irregular, el 20 d'abril de 1796 va ser condemnat a deu anys de presó al castell de Santo Antón de la Corunya. Durant la seva estada a la presó, Malaspina va escriure assaigs sobre estètica, economia i literatura.
No va arribar a complir la totalitat de la condemna. A finals de 1802 fou alliberat gràcies a la pressió de Napoleó (a instàncies de Francesco Melzi d'Eril) i deportat a Itàlia. Malaspina va tornar a la seva localitat natal i, finalment, es va instal·lar a Pontremoli, a deu quilòmetres de Mulazzo. Allí es va involucrar a la política local. El 1804 es desplaça a Milà, capital de la República Italiana. El desembre d'aquest any, el govern de la república li encarrega l'organització de la quarantena entre la república i el regne d'Etrúria durant una epidèmia de febre groga a Livorno. En 1805 fou nomenat membre del Consell d'Estat del Regne napoleònic d'Itàlia (en el que s'havia transformat la República Italiana). El desembre de 1806, es desplaçà a la cort del regne d'Etrúria a Florència, essent admès a la Societat Colombina.